# Poecilasthena microgyna
Poecilasthena microgyna là một loài bướm đêm trong họ Geometridae.